# Гран-при Австралии 2006 года
Гран-при Австралии — 3-й Гран-при Формулы-1 в 2006 году. Победу в Гран-при одержал Фернандо Алонсо, вторым пришёл Кими Райкконен, а третьим — Ральф Шумахер, завоевавший третий подиум за свои выступления в команде Toyota. Наибольшим неудачником Гран-при оказался Дженсон Баттон: стартовав с поула, он не смог удерживать темп лидеров, а потом и вовсе сошёл на самых последних метрах дистанции из-за проблем с мотором.
Впервые с 1995 года Гран-при Австралии не открывал сезон чемпионата мира Формулы-1. Это было связано с тем, что именно на дни проведения первого Гран-при сезона 2006 пришлись популярные в Австралии игры Содружества наций ( (недоступная ссылка)). Поэтому Гран-при Австралии был перенесён на 2 апреля, а сезон открывала гонка в Бахрейне.

## Свободные заезды
В пятницу лучшее время как первой (1:28,259), так и на второй (1:26,822) сессии было у Энтони Дэвидсона (Honda). Боевые гонщики традиционно экономили ресурс мотора, поэтому проехали малое количество кругов и с ограниченным количеством оборотов двигателя.
Подробные результаты пятничных свободных заездов — см. .
В субботу участвовали только боевые гонщики. Лучшее время показали гонщики BMW (Хайдфельд — 1:35,335, Вильнёв — 1:36,281). Также отметились гонщики McLaren, проехавшие только по одному «быстрому» кругу и занявшие 20-е и 21-е места.
Подробные результаты субботних свободных заездов — см. .

## Квалификация
Дженсон Баттон завоевал 3-й поул в своей карьере, опередив гонщиков Renault, занявших 2-е и 3-е места. За ними расположились гонщики команды McLaren. Партнёр Баттона Рубенс Баррикелло попал в трафик и не смог пробиться даже во вторую группу. Необычно низкие результаты показали гонщики Ferrari: 11-е и 16-е места.
Жак Вильнёв квалифицировался 9-м, но стартовать будет на 10 позиций дальше, поскольку в пятницу на его машине был сменён мотор в превентивных целях (, ). Это единственная смена мотора за время Гран-при.
| Место | Гонщик              | Команда     | 3 сессия    | 2 сессия    | 1 сессия |
| ----- | ------------------- | ----------- | ----------- | ----------- | -------- |
| 1     | Дженсон Баттон      | Honda       | 1:25,229    | 1:26,337    | 1:28,081 |
| 2     | Джанкарло Физикелла | Renault     | 1:25,635    | 1:26,196    | 1:27,765 |
| 3     | Фернандо Алонсо     | Renault     | 1:25,778    | 1:25,729    | 1:28,569 |
| 4     | Кими Райкконен      | McLaren     | 1:25,822    | 1:26,161    | 1:27,193 |
| 5     | Хуан Пабло Монтойя  | McLaren     | 1:25,976    | 1:25,902    | 1:27,079 |
| 6     | Ральф Шумахер       | Toyota      | 1:26,612    | 1:26,596    | 1:28,007 |
| 7     | Марк Уэббер         | Williams    | 1:26,937    | 1:26,075    | 1:27,669 |
| 8     | Ник Хайдфельд       | BMW         | 1:27,579    | 1:26,014    | 1:27,796 |
| 9     | Жак Вильнёв         | BMW         | 1:29,239    | 1:26,714    | 1:28,460 |
| 10    | Ярно Трулли         | Toyota      | без времени | 1:26,327    | 1:27,748 |
| 11    | Михаэль Шумахер     | Ferrari     |             | 1:26,718    | 1:28,228 |
| 12    | Дэвид Култхард      | Red Bull    |             | 1:27,023    | 1:28,408 |
| 13    | Витантонио Лиуцци   | Toro Rosso  |             | 1:27,219    | 1:28,999 |
| 14    | Кристиан Клин       | Red Bull    |             | 1:27,591    | 1:28,757 |
| 15    | Нико Росберг        | Williams    |             | 1:29,422    | 1:28,351 |
| 16    | Фелипе Масса        | Ferrari     |             | без времени | 1:28,868 |
| 17    | Рубенс Баррикелло   | Honda       |             |             | 1:29,943 |
| 18    | Кристиан Альберс    | Midland     |             |             | 1:30,226 |
| 19    | Скотт Спид          | Toro Rosso  |             |             | 1:30,426 |
| 20    | Тьягу Монтейру      | Midland     |             |             | 1:30,709 |
| 21    | Такума Сато         | Super Aguri |             |             | 1:32,279 |
| 22    | Юдзи Иде            | Super Aguri |             |             | 1:36,164 |

## Гонка
Фернандо Алонсо выиграл гонку в Австралии, завоевав 10-ю победу в своей карьере. Его напарник по команде Renault Джанкарло Физикелла, заглохнув по окончании прогревочного круга, был вынужден стартовать с пит-лейн, но смог прорваться на 5-е место. Ральф Шумахер занял 3-е место, поднявшись на подиум впервые за время выступления в команде Toyota.
Наибольшим неудачником Гран-при оказался Дженсон Баттон: он завоевал поул-позишн, смог на старте отстоять лидерство в гонке, не пропустив Алонсо несмотря на преимущество в скорости последнего, но затем потерял темп, пропустил и Алонсо, и гонщиков McLaren. Баттон ещё мог бы пополнить свой счёт в чемпионате мира 4 очками за 5-е место, но сошёл с дистанции на самых последних метрах из-за сгоревшего мотора.
Кими Райкконен не смог соперничать с Алонсо в борьбе за победу, хотя под конец гонки сумел увеличить темп и поставить лучший круг (1:26,045), причём на самом последнем круге дистанции. Хуан Пабло Монтойя всю гонку претендовал на 3-е место, но в итоге сошёл из-за собственной ошибки в последнем повороте, в котором ошибались многие гонщики по ходу гонки. В гонке произошёл и ряд других аварий: на первом круге столкнулись автомобили Нико Росберга и Фелипе Массы, а также Ярно Трулли и Кристиана Клина. На 32-м круге гонки в том же повороте, что и Монтойя, потерпел аварию преследовавший Баттона Михаэль Шумахер, а несколькими кругами позже и Витантонио Лиуцци. В общей сложности за гонку на трассе 4 раза появлялась машина безопасности.
Отличного результата в гонке добилась команда BMW: Ник Хайдфельд и Жак Вильнёв на двоих набрали 8 очков. Также достойно выступила Super Aguri: оба гонщика японской команды финишировали в гонке, замкнув протокол. Хороший результат показал Рубенс Баррикелло: стартовав 16-м из-за неудачного выступления в квалификации, он, тем не менее, смог пробиться на 7-е место и заработать 2 очка.
Скотт Спид финишировал 8-м и мог бы набрать первое очко для себя и для команды Scuderia Toro Rosso, но был оштрафован за обгон под жёлтыми флагами: к его результату было прибавлено 25 секунд, что опустило Спида на 11-е место. Зато благодаря этому Дэвид Култхард смог набрать своё 500-е очко.
| Место | С  | №  | Гонщик              | Конструктор | Ш | Круги | Время/причина схода | Пит | О  |
| ----- | -- | -- | ------------------- | ----------- | - | ----- | ------------------- | --- | -- |
| 1     | 3  | 1  | Фернандо Алонсо     | Renault     | M | 57    | 1:34:27,870         | 2   | 10 |
| 2     | 4  | 3  | Кими Райкконен      | McLaren     | M | 57    | +1,829              | 2   | 8  |
| 3     | 6  | 7  | Ральф Шумахер       | Toyota      | B | 57    | +24,824             | 3   | 6  |
| 4     | 8  | 16 | Ник Хайдфельд       | BMW         | M | 57    | +31,032             | 2   | 5  |
| 5     | 2  | 2  | Джанкарло Физикелла | Renault     | M | 57    | +38,421             | 2   | 4  |
| 6     | 19 | 17 | Жак Вильнёв         | BMW         | M | 57    | +49,554             | 1   | 3  |
| 7     | 16 | 11 | Рубенс Баррикелло   | Honda       | M | 57    | +51,904             | 2   | 2  |
| 8     | 11 | 14 | Дэвид Култхард      | Red Bull    | M | 57    | +53,983             | 2   | 1  |
| 9     | 18 | 21 | Скотт Спид          | Toro Rosso  | M | 57    | +53,817             | 2   |    |
| 10    | 1  | 12 | Дженсон Баттон      | Honda       | M | 56    | +1 круг/Двигатель   | 2   |    |
| 11    | 17 | 19 | Кристиан Альберс    | Midland     | B | 56    | +1 круг             | 2   |    |
| 12    | 21 | 22 | Такума Сато         | Super Aguri | B | 55    | +2 круга            | 4   |    |
| 13    | 22 | 23 | Юдзи Иде            | Super Aguri | B | 54    | +3 круга            | 3   |    |
| Сход  | 5  | 4  | Хуан Пабло Монтойя  | McLaren     | M | 46    | Авария              | 2   |    |
| Сход  | 20 | 18 | Тьягу Монтейру      | Midland     | B | 39    | Механика            | 2   |    |
| Сход  | 12 | 20 | Витантонио Лиуцци   | Toro Rosso  | M | 37    | Авария              | 2   |    |
| Сход  | 10 | 5  | Михаэль Шумахер     | Ferrari     | B | 32    | Авария              | 1   |    |
| Сход  | 7  | 9  | Марк Уэббер         | Williams    | B | 22    | Трансмиссия         | 0   |    |
| Сход  | 13 | 15 | Кристиан Клин       | Red Bull    | M | 4     | Авария              | 0   |    |
| Сход  | 9  | 8  | Ярно Трулли         | Toyota      | B | 1     | Авария              | 0   |    |
| Сход  | 14 | 10 | Нико Росберг        | Williams    | B | 1     | Авария              | 0   |    |
| Сход  | 15 | 6  | Фелипе Масса        | Ferrari     | B | 1     | Авария              | 0   |    |

Лучший круг: Кими Райкконен — 1:26,045, на 57-м круге.
Лидеры гонки: Дженсон Баттон 1—3 (3); Фернандо Алонсо 4—19, 23—57 (51); Кими Райкконен 20 (1); Марк Уэббер 21—22 (2).
1. Скотт Спид совершил обгон под жёлтыми флагами, поэтому к его результату было прибавлено 25 секунд. Спид классифицирован 11-м, хотя финишировал 8-м. Также Спид был оштрафован на 5000 $ за употребление ненормативной лексики во время послегоночного разбирательства.
2. Такума Сато получил официальное предупреждение от стюардов FIA за то, что недостаточно корректно пропускал гонщиков при обгоне его на круг под синими флагами.
3. Дистанция гонки была сокращена с 58 до 57 кругов из-за двух прогревочных кругов.
4. Джанкарло Физикелла, занявший 2-е место в квалификации, заглох по окончании 1-го прогревочного круга и стартовал с пит-лейн.
5. Хуан Пабло Монтойя развернулся в результате манёвров по прогреванию шин во время 1-го прогревочного круга, но смог вернуться на 5-е место, поскольку из-за проблем у Физикеллы был назначен 2-й прогревочный круг.
6. Дженсон Баттон не смог закончить гонку из-за проблем с мотором и остановил машину за несколько метров до финишной черты по приказу команды (). Возможно, Баттон и смог бы довести автомобиль до финиша и набрать 3 очка, но тогда он был бы оштрафован за неизбежную смену мотора 10-ю позициями на старте следующей гонки. Команда предпочла пожертвовать очками ради возможности хорошо выступить на следующем Гран-при: при сходе с дистанции, можно заменить мотор без штрафа.

- Фернандо Алонсо завоевал 10-ю победу в своей карьере.
- Дэвид Култхард набрал 500-е очко в своей карьере. После Гран-при Австралии шотландец занимал 4-е место по общему количеству очков, набранных гонщиками в Формуле-1. Перед ним Михаэль Шумахер (1259 очков), Ален Прост (798,5 очка), Айртон Сенна (614 очков).
- Ральф Шумахер в третий раз за время выступления в команде Toyota взошёл на подиум.
- Рубенс Баррикелло впервые набрал очки для команды Honda.
- Клиенты Michelin одержали 13-ю подряд победу, в 13-й раз подряд взошли на подиум, в 13-й раз набрали очки. Также в 13-й раз подряд набрали очки гонщики McLaren, моторы Mercedes и британские гонщики (источник — f1news.ru).